# A Boy and His Dog
A Boy and His Dog ist ein US-amerikanisches Kurzfilm-Drama aus dem Jahre 1946. Der Film basiert wahrscheinlich frei auf der Kurzgeschichte The Trial in Tom Belcher's Store von Samuel Arthur Derieux (1881–1922), der im Vorspann für die Vorlage des Filmes erwähnt wird.

## Handlung
Eines Nachmittags entdeckt der Junge Davy den Hund Buck, der am Hals verletzt ist. Das liegt an dem allzu starken Halsband, welches der Hund nach dem Wunsch seines Besitzers Mr. Thornycroft tragen muss. Es gelingt Davy, das Halsband abzubekommen, und der Hund folgt ihm – zunächst gegen Davys Wunsch – nach Hause, da er ihn nun als seinen neuen Besitzer anerkennt. Seiner Mutter erzählt Davy, dass er nicht wisse, wem der Hund gehöre, weshalb die Mutter ihm erlaubt, den Hund zu behalten. Beide freunden sich schnell an. Am nächsten Morgen erscheint jedoch ein erzürnter Mr. Thornycroft vor dem Haus der Familie Allen und beschuldigt Davy, dass er seinen Hund gestohlen hätte. Doch Davy will Buck behalten und bedroht Thornycroft sogar mit einem Stein. Daraufhin werden Davy und seine Mutter von Thornycroft zum Gericht zitiert. Hier sollen sie den Hund abgeben, sonst drohe ihnen eine Anklage. Im Gerichtssaal unter Leitung des gutmütigen Friedensrichters Jim Kirby kann Davy dann aber beweisen, dass der Hund tatsächlich von Mr. Thornycroft gequält wurde. Jim Kirby ist empört, zumal er nicht nur Leiter des örtlichen Gerichtes, sondern auch Präsident des Vereines gegen Tierquälerei ist. Kirby verspricht Thornycraft, dass er ihn wegen Tierquälerei anklagen und vielleicht hinter Gitter bringen würde – es sei denn, er würde den Hund sofort dem Jungen übergeben. Thornycroft lenkt ein und so darf Davy am Ende seinen neuen Hund Buck nach Hause nehmen.

## Auszeichnungen
A Boy and His Dog gewann den Oscar als Bester Kurzfilm (Two-Reel) auf der Oscarverleihung 1947.

## Hintergründe
Der Kurzfilm wurde in Technicolor gedreht, ein damals aufwendiges Verfahren. Daher ist der Einsatz bei diesem Film ungewöhnlich, da Kurzfilme eher kostengünstig produziert wurden. Es sind heute sowohl Farb- als auch Schwarzweißkopien des Filmes im Umlauf.